# American Playhouse
American Playhouse è una serie televisiva statunitense trasmessa per la prima volta nel corso di 13 stagioni dal 1982 al 1996.
È una serie di tipo antologico in cui ogni episodio rappresenta una storia a sé. Gli episodi sono storie perlopiù drammatiche basate su drammi teatrali statunitensi. Iniziò il 12 gennaio 1982 con The Shady Hill Kidnapping, scritto e narrato da John Cheever e diretto da Paul Bogart.

## Interpreti
La serie si è rivelata il trampolino di lancio per la carriera di numerosi attori, tra cui David Marshall Grant, Laura Linney, A Martinez, Conchata Ferrell, Eric Roberts, Lynne Thigpen, John Malkovich, Peter Riegert, Lupe Ontiveros, Ben Stiller, e Megan Mullally. Molti attori interpretarono diversi ruoli in più di un episodio.
- Robert Minkoff (6 episodi, 1982-1984)
- Deanna Dunagan (4 episodi, 1982-1984)
- Sada Thompson (4 episodi, 1983-1990)
- Elizabeth Franz (4 episodi, 1982-1989)
- Christopher Childs (4 episodi, 1982-1986)
- Haviland Morris (3 episodi, 1989-1990)
- Roxanne Hart (3 episodi, 1986-1989)
- Paul Guilfoyle (3 episodi, 1986-1989)
- Mary Seibel (3 episodi, 1982-1984)
- Charles Kimbrough (3 episodi, 1984-1987)
- Jeffrey DeMunn (3 episodi, 1988-1990)
- Tom Aldredge (3 episodi, 1984-1991)
- James Gammon (3 episodi, 1982-1987)
- Bruce McGill (3 episodi, 1982-1987)
- Pepe Serna (3 episodi, 1982-1991)
- Dick Anthony Williams (3 episodi, 1983-1989)
- MacIntyre Dixon (3 episodi, 1984)
- Alfre Woodard (3 episodi, 1982-1985)
- Harold Gould (3 episodi, 1983-1991)
- Richard Thomas (2 episodi, 1982-1990)
- Bernadette Peters (2 episodi, 1986-1991)
- Swoosie Kurtz (2 episodi, 1982-1987)
- Lenny von Dohlen (2 episodi, 1984-1986)
- Christopher Collet (2 episodi, 1988-1989)
- Sylvia Sidney (2 episodi, 1982-1990)
- Joanna Gleason (2 episodi, 1989-1991)
- Lise Hilboldt (2 episodi, 1984-1985)
- Jeff Yonis (2 episodi, 1982-1985)
- Paul Winfield (2 episodi, 1983-1985)
- Les Podewell (2 episodi, 1982)
- Barbara Bryne (2 episodi, 1986-1991)
- Helen Stenborg (2 episodi, 1982-1984)
- Barnard Hughes (2 episodi, 1984-1986)
- Aaron Freeman (2 episodi, 1982-1984)
- Cynthia Nixon (2 episodi, 1982-1990)
- Alan North (2 episodi, 1984-1986)
- Jack Dodson (2 episodi, 1984)
- Barbara Hershey (2 episodi, 1982)
- Jack Kehoe (2 episodi, 1982-1986)
- Wayne Kneeland (2 episodi, 1984)
- Robert Westenberg (2 episodi, 1986-1991)
- Wayne Tippit (2 episodi, 1984-1985)
- George Womack (2 episodi, 1982-1984)
- Jean De Baer (2 episodi, 1984)
- Larry Neumann Jr. (2 episodi, 1984)
- Barton Heyman (2 episodi, 1984-1986)
- Rosemary Dean (2 episodi, 1982-1984)
- Richard Jenkins (2 episodi, 1984-1986)
- Melva Williams (2 episodi, 1984)
- Anne Pitoniak (2 episodi, 1984-1987)
- Peter Gerety (2 episodi, 1984-1986)
- Ted Kazanoff (2 episodi, 1984-1986)
- Raymond Serra (2 episodi, 1984-1986)
- Will Lyman (2 episodi, 1984-1985)
- Edward James Olmos (2 episodi, 1982)
- Gary Sinise (2 episodi, 1984-1991)
- Fred Ward (2 episodi, 1985-1987)
- Kevin Bacon (2 episodi, 1986-1988)
- Josh Hamilton (2 episodi, 1987-1990)
- James Broderick (2 episodi, 1982-1983)
- Diana Bellamy (2 episodi, 1983-1987)
- Blair Brown (2 episodi, 1983-1984)
- Ken Howard (2 episodi, 1984-1988)
- Brooke Adams (2 episodi, 1984-1987)
- Stephen Mailer (2 episodi, 1989-1991)
- Barbara Bolton (2 episodi, 1982-1985)
- Richard Jordan (2 episodi, 1984-1991)
- Edward Herrmann (2 episodi, 1984-1987)
- Dick Latessa (2 episodi, 1984-1988)
- George Coe (2 episodi, 1984-1985)
- Victor Garber (2 episodi, 1986-1987)
- Kyra Sedgwick (2 episodi, 1987-1988)
- Barry Morse (2 episodi, 1983-1987)
- Rosalind Cash (2 episodi, 1983-1985)
- Tim Ransom (2 episodi, 1987-1989)
- William Lampley (2 episodi, 1982-1985)
- Frederic Forrest (2 episodi, 1986-1987)
- Jay Ine (2 episodi, 1982-1985)
- Richard Kiley (2 episodi, 1983-1986)
- Giancarlo Esposito (2 episodi, 1985-1986)
- Ruby Dee (2 episodi, 1985-1990)
- Maria Todd (2 episodi, 1982-1985)
- Mara Clark (2 episodi, 1985-1986)
- Carol Maillard (2 episodi, 1982-1993)
- Barry Miller (2 episodi, 1982-1984)
- Lynne Thigpen (2 episodi, 1982-1983)
- George Hamlin (2 episodi, 1982-1984)
- John McMartin (2 episodi, 1982-1984)
- Ron Rifkin (2 episodi, 1984-1991)
- Ned Beatty (2 episodi, 1982-1985)
- Richard Grusin (2 episodi, 1984-1985)
- Mary Alice (2 episodi, 1984-1985)
- Kaiulani Lee (2 episodi, 1981-1987)
- Trini Alvarado (2 episodi, 1982-1990)
- Lynn Whitfield (2 episodi, 1982-1990)
- Helen Hunt (2 episodi, 1982-1989)
- Peter Gallagher (2 episodi, 1982-1988)
- Brian Smiar (2 episodi, 1982-1985)
- Damien Leake (2 episodi, 1982-1984)
- Danny Glover (2 episodi, 1983-1989)
- Kevin Crysler (2 episodi, 1983-1985)
- Armen Garo (2 episodi, 1983-1985)
- David Keith Anderson (2 episodi, 1983-1984)
- John Malkovich (2 episodi, 1984-1986)
- Moses Gunn (2 episodi, 1984-1985)
- William Hootkins (2 episodi, 1986-1988)
- James Eckhouse (2 episodi, 1986)
- Margo Skinner (2 episodi, 1987-1988)
- Leslie Ayvazian (segment "The Home")
- Kathleen Chalfant (2 episodi, 1991-1993)
- Jerry Stiller (2 episodi, 1991)

## Produzione

### Registi
Tra i registi sono accreditati:
- Kirk Browning in 5 episodi (1982-1992)
- Jack O'Brien in 4 episodi (1983-1988)
- Jan Egleson in 4 episodi (1986-1989)
- Bill Duke in 3 episodi (1984-1989)
- Michael Roemer in 2 episodi (1982-1984)
- Paul Bogart in 2 episodi (1982)
- Terry Hughes in 2 episodi (1984-1986)
- Alan Bridges in 2 episodi (1984-1985)
- Allan A. Goldstein in 2 episodi (1984-1985)
- John Jacobs in 2 episodi (1986-1988)
- Calvin Skaggs in 2 episodi (1988-1991)
- Deborah Reinisch in 2 episodi (1989-1990)

### Sceneggiatori
Tra gli sceneggiatori sono accreditati:
- Neal Miller in 5 episodi (1982-1984)
- Mark Twain in 4 episodi (1984-1989)
- Doris Baizley in 2 episodi (1981-1989)
- Lanford Wilson in 2 episodi (1982-1988)
- Jean Shepherd in 2 episodi (1982-1985)
- Kurt Vonnegut Jr. in 2 episodi (1982-1985)
- Michael Roemer in 2 episodi (1982-1984)
- Mary Trimble in 2 episodi (1982-1984)
- Dick Goldberg in 2 episodi (1983-1989)
- Eugene O'Neill in 2 episodi (1984-1988)
- John Updike in 2 episodi (1984-1988)
- Leslie Lee in 2 episodi (1984-1985)
- Randall Fried in 2 episodi (1984)
- James Lapine in 2 episodi (1986-1991)
- Clifford Odets in 2 episodi (1986-1988)
- Mary Eleanor Freeman in 2 episodi (1987-1988)
- Richard Greenberg in 2 episodi (1989)

## Distribuzione
La serie fu trasmessa negli Stati Uniti dal 12 gennaio 1982 all'8 settembre 1996 su Public Broadcasting Service e in syndication.

## Episodi
| Stagione             | Episodi | Prima TV USA | Prima TV Italia |
| -------------------- | ------- | ------------ | --------------- |
| Prima stagione       | 25      | 1982         |                 |
| Seconda stagione     | 12      | 1983         |                 |
| Terza stagione       | 17      | 1984         |                 |
| Quarta stagione      | 22      | 1984-1985    |                 |
| Quinta stagione      | 19      | 1986         |                 |
| Sesta stagione       | 17      | 1987         |                 |
| Settima stagione     | 16      | 1988         |                 |
| Ottava stagione      | 15      | 1989         |                 |
| Nona stagione        | 6       | 1990         |                 |
| Decima stagione      | 6       | 1991         |                 |
| Undicesima stagione  | 9       | 1992-1993    |                 |
| Dodicesima stagione  | 12      | 1994         |                 |
| Tredicesima stagione | 6       | 1995-1996    |                 |